# 迪特尔·杜马克
迪特尔·杜马克（德語：Dieter Domke，1987年2月9日—），德国男子羽毛球運動員，擅長單打項目。

## 簡歷
2013年8月，迪特尔·杜马克參加中國廣州舉行的世界羽毛球錦標賽，出戰男子單打項目，首圈以2-0擊敗捷克選手扬·弗罗利希晉級，但在第二圈就以0比2（22-24、17-21）不敵7號種子、越南的阮進明出局。
2014年8月，迪特尔·杜马克參加丹麥哥本哈根舉行的世界羽毛球錦標賽，出戰男子單打項目，首圈就以1比2（24-26、21-13、18-21）不敵印度的卡夏普·帕鲁帕利出局。
2015年8月，迪特尔·杜马克參加印尼雅加達舉行的世界羽毛球錦標賽，出戰男子單打項目，首圈就以0比2（17-21、8-21）不敵4號種子、日本的桃田賢斗出局。

## 主要比賽成績
只列出曾進入準決賽的國際賽事成績：
| 年份   | 賽事                     | 公開賽級別 | 項目     | 成績   |
| ------ | ------------------------ | ---------- | -------- | ------ |
| 2005年 | 歐洲青年羽毛球錦標賽     | 其他       | 混合團體 | 季軍   |
| 2005年 | 歐洲青年羽毛球錦標賽     | 其他       | 男子單打 | 亞軍   |
| 2008年 | 比利時羽毛球國際賽       | 國際挑戰賽 | 男子單打 | 準決賽 |
| 2009年 | 匈牙利羽毛球國際賽       | 國際系列賽 | 男子單打 | 冠軍   |
| 2010年 | 加拿大羽毛球大獎賽       | 大獎賽     | 男子單打 | 準決賽 |
| 2011年 | 克羅地亞羽毛球國際賽     | 國際系列賽 | 男子單打 | 冠軍   |
| 2011年 | 荷蘭羽毛球國際賽         | 國際挑戰賽 | 男子單打 | 準決賽 |
| 2012年 | 葡萄牙羽毛球國際賽       | 國際系列賽 | 男子單打 | 冠軍   |
| 2012年 | 荷蘭羽毛球大獎賽         | 大獎賽     | 男子單打 | 準決賽 |
| 2012年 | 瑞士羽毛球國際賽         | 國際挑戰賽 | 男子單打 | 冠軍   |
| 2013年 | 歐洲羽毛球混合團體錦標賽 | 其他       | 混合團體 | 冠軍   |
| 2013年 | 愛爾蘭羽毛球公開賽       | 國際挑戰賽 | 男子單打 | 亞軍   |
| 2014年 | 瑞典羽毛球大師賽         | 國際挑戰賽 | 男子單打 | 準決賽 |
| 2014年 | 歐洲男子羽毛球團體錦標賽 | 其他       | 男子團體 | 季軍   |
| 2014年 | 白夜羽毛球賽             | 國際挑戰賽 | 男子單打 | 冠軍   |
| 2014年 | 巴西羽毛球大獎賽         | 大獎賽     | 男子單打 | 亞軍   |
| 2015年 | 西班牙羽毛球國際賽       | 國際挑戰賽 | 男子單打 | 準決賽 |
| 2015年 | 歐洲運動會羽毛球比賽     | 其他       | 男子單打 | 銅牌   |
| 2016年 | 歐洲男子羽毛球團體錦標賽 | 其他       | 男子團體 | 季軍   |

| 2007-2017年 | 首要超級賽 | 超級賽 | 黃金大獎賽 | 大獎賽 | 國際挑戰賽 | 國際系列賽 | 未來系列賽 | 其他 |

| 2018-2026年 | 總決賽 | 超級1000賽 | 超級750賽 | 超級500賽 | 超級300賽 | 超級100賽 | 國際挑戰賽 | 國際系列賽 | 未來系列賽 | 其他 |

### 奧運會和世錦賽參賽紀錄
|          | 2009 | 2010 | 2011 | 2012 | 2013 | 2014 | 2015 |
| -------- | ---- | ---- | ---- | ---- | ---- | ---- | ---- |
| 男子單打 | 64強 | 64強 | 64強 | －   | 32強 | 64強 | 64強 |